# Ларин, Александр Михайлович (генерал)
Александр Михайлович Ларин (род. 1975) — сотрудник российских органов государственной безопасности, генерал-майор.

## Биография
Александр Михайлович Ларин родился в 1975 году.
В 1997 году поступил на службу в органы Федеральной службы безопасности Российской Федерации. В начале 2010-х годов был заместителем начальника Тольяттинского отдела Управления Федеральной службы безопасности Российской Федерации по Самарской области, затем заместителем начальника Управления Федеральной службы безопасности Российской Федерации по Калужской области.
В 2017 году полковник Александр Михайлович Ларин был назначен заместителем начальника Управления Федеральной службы безопасности по городу Москве и Московской области.
В период пребывания на вышеуказанной должности получил очередное звание генерал-майора.
В сентябре 2021 года назначен начальником Управления Федеральной службы безопасности Российской Федерации по Волгоградской области.